# Kensuke Tanabe
Kensuke Tanabe (田邊 賢輔 Tanabe Kensuke?), född 26 januari 1963, är en japansk speldesigner och producent för spelföretaget Nintendo. Efter att ha tagit examen från Visual Concept Planning Department inom Osaka University of Arts bestämde han sig för att komma in i datorspelsindustrin och tog anställning vid Nintendo i april 1986. Först jobbade Tanabe inom företagets Entertainment Analysis & Development-division. Han regisserade plattformsspelen Yume Kojo: Doki Doki Panic och Super Mario Bros. 2, och arbetade med manuset för actionäventyrsspelen The Legend of Zelda: A Link to the Past och The Legend of Zelda: Link's Awakening. År 2003 bytte Tanabe till företagets Software Planning & Development-division, där han blev manager för Production Group No. 3. Under de senaste åren har han blivit en producent och har bedrivit utvecklingen av förstaparts-Nintendospel, såsom äventyrsspelet Metroid Prime.

## Arbete
- Yume Kojo: Doki Doki Panic (1987) — Regissör, Bandesigner
- Super Mario Bros. 2 (1988) — Regissör, Bandesigner
- The Legend of Zelda: A Link to the Past (1991) — Scenarioförfattare
- The Legend of Zelda: Link's Awakening (1993) — Scenarioförfattare
- Stunt Race FX (1994) — Map Designer
- Kirby's Dream Course (1994) — Map Designer
- Super Mario World 2: Yoshi's Island (1995) — Speciellt tack
- Kirby's Dream Land 2 (1995) — Map Designer
- Kirby's Block Ball (1995) — Handledare
- Donkey Kong Country 2: Diddy's Kong Quest (1995) — Speciellt tack
- Super Mario RPG: Legend of the Seven Stars (1996) — Manusrådgivare
- Pilotwings 64 (1996) — Speciellt tack
- Kirby Super Star (1996) — Rådgivare
- BS Super Mario USA Power Challenge (1996) — Original Design
- The Legend of Zelda: Ocarina of Time (1998) — Scenarioförfattare
- Super Smash Bros. (1999) — Speciellt tack
- Kirby 64: The Crystal Shards (2000) — Assisterande manager
- Pikmin (2002) — Speciellt tack
- Hamtaro: Ham-Hams Unite! (2002) — Rådgivare
- Metroid Prime (2002) — Medproducent
- Metroid Prime 2: Echoes (2004) — Producent
- Metroid Prime: Hunters (2006) — Producent
- Metroid Prime 3: Corruption (2007) — Producent
- Super Smash Bros. Brawl (2008) — Producent
- Donkey Kong Country Returns (2010) — Producent
- Donkey Kong Country Returns 3D (2013) — Producent
- Donkey Kong Country: Tropical Freeze (2014) — Producent